# Museu d'Art Contemporani d'Oaxaca
El Museu d'Art Contemporani d'Oaxaca (MACO) va ser fundat el 28 de febrer de 1992, amb el suport del govern de l'estat i de l'Institut Nacional de Belles Arts, gràcies a la iniciativa d'un grup de ciutadans encapçalats per Francisco Toledo.
El MACO es troba a l'anomenada Casa de Cortés, la qual es va construir entre finals del segle xvii i principis del xviii, posseeix una bella façana, corredors en els seus dos pisos i tres patis.
El museu compta amb catorze sales d'exposició permanent i obres de Rufino Tamayo, Francisco Gutiérrez, Rodolfo Nieto, Rodolfo Morales i Francisco Toledo.
Les sales restants alberguen exposicions temporals d'arts plàstiques, arts gràfiques, instal·lació i fotografia. Des de la seva fundació, el MACO ha presentat exposicions d'artistes com Günther Gerzso, Jorge Du Bon, Francisco Toledo, Francis Alÿs, Mona Hatoum, James Brown i Graciela Iturbide. Realitza diferents activitats culturals com conferències, taules rodones, concerts, recitals i presentacions de llibres.
El MACO és també seu de la Biennal de Pintura Rufino Tamayo.